# Drole de Jet
Drole de Jet, född 17 mars 2013, död 10 december 2021, var en fransk varmblodig travhäst som tränades och kördes av Pierre Vercruysse.
Drole de Jet började tävla i oktober 2016 och inledde med en seger. Han sprang totalt in 689 385 euro på 49 starter, varav 11 segrar, 8 andraplatser och 5 tredjeplatser. Han tog karriärens största segrar i Grand Prix l'UET (2017) och Prix de Washington (2020). Han kom även på andraplats i Prix René Ballière (2020) och på tredjeplats i Prix d'Été (2020).
Drole de Jet avled den 10 december 2021 på grund av kolik.